# Willy Steveniers

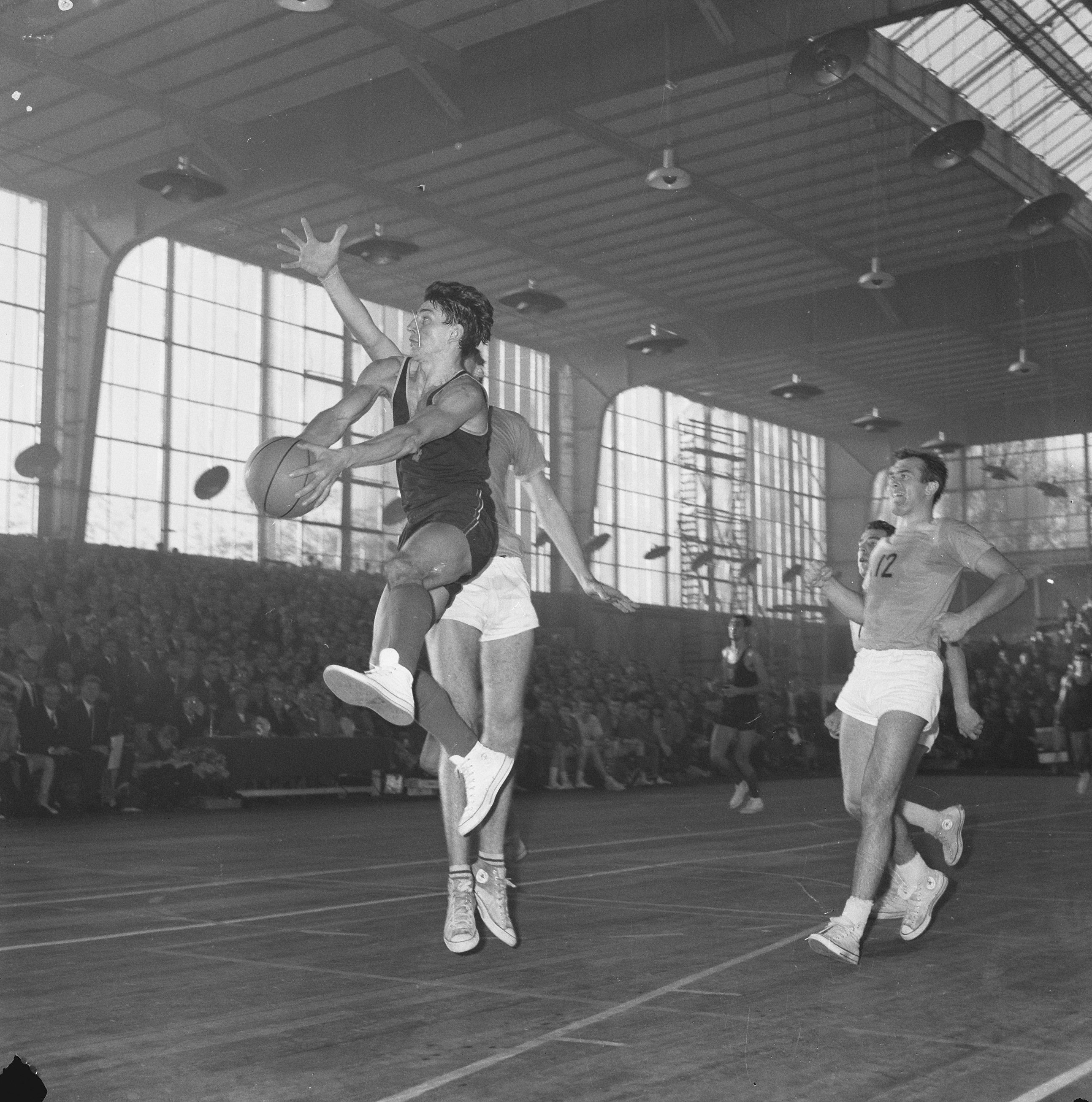
Aanval van Steveniers met de Belgische ploeg

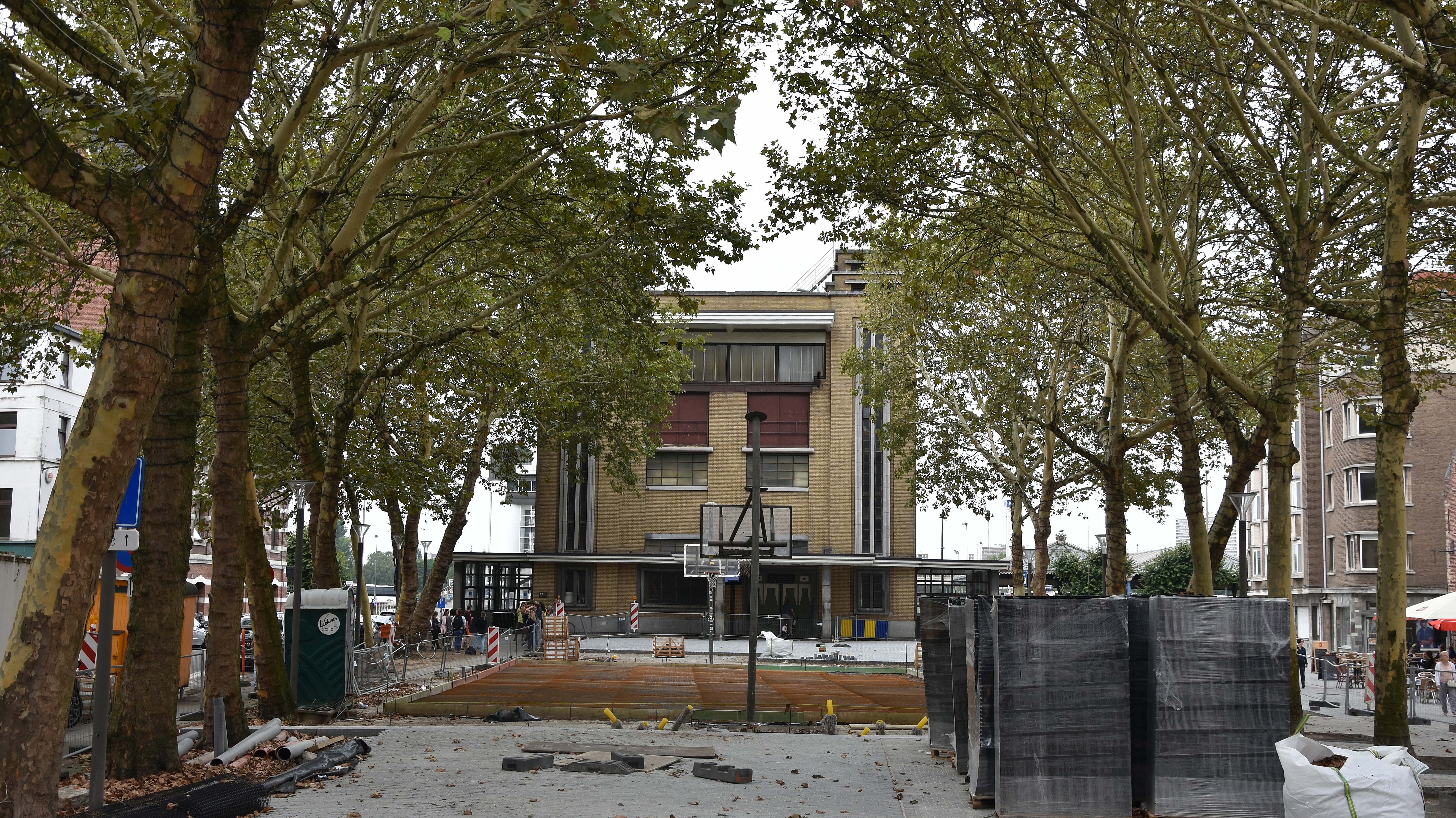
Sint-Jansvliet, een van de pleintjes waar Steveniers basketbal speelde

Willy Steveniers geboren als Jan Willem Steveniers (Seefhoek, Antwerpen, 12 december 1938) is een Belgisch voormalig basketbalspeler. Hij werd in de media en bij de publieke opinie beschouwd als de beste Belgische speler van de (20e) eeuw en staat bekend als "de Keizer" van het Belgisch basket.
Steveniers was maar 1,80 m groot, maar verenigde techniek, kracht en snelheid.
Hij kon snel starten en was bekend om zijn bewegingen terwijl hij al door de lucht zweefde. Steveniers speelde als aanvaller op de linkervleugel en speelde enkel met zijn linkerhand want na een operatie toen hij tien jaar was had hij geen gevoel in zijn rechterhand.

## Moeilijke jeugd
Steveniers groeide op in het Schipperskwartier en deed boodschappen voor prostituees. Zijn ouders hielden café.
De vader van Steveniers was Belgisch kampioen boksen. Steveniers bokste ook, maar won ook 34 wielerwedstrijden bij de nieuwelingen en kon 100 m lopen in 11 s. Hij koos voor basketbal. Zijn vader vond basketbal een sport voor "janetten".
Steveniers liep van huis weg op zijn 15e nadat zijn vader aan zijn lief had gezeten. Een alleenstaande moeder die bij de voorzitter van ZaZiKo werkte nam hem toen in huis tot hij 22 was. Hij heeft nog een 19 jaar jongere broer.

## 10.000 punten
Hij begon te spelen bij ZaZiKo. Toen hij 13 was werd hij onterecht beschuldigd van diefstal, maar hij weigerde zijn vriend te verraden en werd uit de ploeg gezet. Hij ging toen bij Tunnel spelen. Toen hij 16 was kwam de waarheid boven en mocht hij terug bij ZaZiKo. In 1962 vroeg Racing Mechelen om bij hen te spelen. Volgens de reglementen toen mocht hij toen een jaar geen basketbal spelen. Steveniers werd met Racing Mechelen driemaal kampioen van België. Hij werd in 1968 uit de ploeg gezet om disciplinaire redenen omdat hij rookte en dronk en getransfereerd naar Standard Luik. Hij speelde met Standard tot 1971 en werd Belgisch kampioen. Nadien speelde hij bij Eural Goldfingers (Wilrijk), Aalst, Antwerpse B.C. en Royal Fresh Air, telkens in de Belgische competitie. In 1979-1980 speelde hij opnieuw voor Racing Mechelen. Steveniers scoorde meer dan 10.000 punten in de hoogste klasse van het Belgisch basketbal.
Daarnaast was hij 54 keer geselecteerd voor de nationale ploeg. Met Standard bereikte hij de halve finale voor de Europabeker der landskampioenen en won hij de beker van België. 
Toen hij 21 was kreeg hij kans om in Amerika te gaan spelen, hij kreeg een aanbod van de New York Knicks maar hij weigerde. Hij beschouwt het nog altijd als de grootste stommiteit van zijn leven. Tegelijk merkte hij op dat hij in België een vedette was en goed verdiende, terwijl hij in de NBA misschien op de bank zou moeten zitten.
In 1965, 1966, 1967 en 1970 werd hij uitgeroepen tot speler van het jaar in België.
In 1968 werd hij in Ljubljana uitgeroepen tot “Beste speler van Europa” en zat hij in tweemaal in de Europese selectie.
Fiba basketbal bekroonde Steveniers door hem in top 50 beste spelers ooit te zetten.

## Coach
In 2003-2004 coachte hij BBC Willebroek, waar zijn zoon Sebastian als spelverdeler speelde.
Steveniers pleitte voor een beperking van buitenlanders in de Belgische competitie, bijvoorbeeld twee Amerikanen en twee Oost-Europeanen.

## Mbenga
Na zijn carrière werd hij de mentor en ontdekker van Didier Ilunga Mbenga. Steveniers nam Mbenga in huis en trainde hem gedurende 5 jaar dagelijks meerdere keren. Steveniers maakte van Mbenga de eerste Belgische NBA speler ooit. Tussen Mbenga en Steveniers ontstond achteraf een geschil, tot op heden is er geen contact meer.

## Privéleven
Het eerste huwelijk van Steveniers liep spaak toen hij bij Standard speelde en elke dag naar Luik moest om te trainen. Zijn in 1970 geboren zoon Joeri raakte verslaafd aan heroïne.
Van zijn tweede huwelijk, toen hij 37 was, met de zes-talige advocate en journaliste Anita heeft Steveniers twee zonen, die beiden ook basketbal speelden. Sebastian (1982) is documentairefotograaf en foto-journalist. Nathan (1987) baatte een taverne uit, maar raakte betrokken in drugszaken.
In 2006 danste Steveniers met Isolde Vandaele in het televisieprogramma Let's Dance.

## Roken, drinken, vechten
Steveniers rookte elke dag een pakje sigaretten en naar eigen zeggen dronk hij bij zijn maaltijd twee tot drie aperitieven, dan één tot twee flessen wijn en om af te sluiten tien Irish Coffees. Nadien dronk hij tequila. Hij beschouwt de ontwenning van alcohol als zijn grootste prestatie. In 1984 stopte hij volledig met alcohol en roken.
Bij een caféruzie brak hij eens zijn hand, zodat hij niet meer kon trainen of spelen. Bij een wedstrijd stond zijn ploeg achter en hij scheurde de plaaster van zijn hand, werd ingebracht en won. Bij een andere caféruzie had hij een gebroken bierglas in het aangezicht van de waard geduwd, met een rechtszaak tot gevolg. Steveniers speelde semiprofessioneel basketbal en heeft 15 jaar als diamantkliever gewerkt. Dat kwam nadat hij het in een café had opgenomen voor een gebochelde jongen die door drie dokwerkers werd bespot. Die jongen bleek de zoon van de diamantair Ferstenberg.